# Rossmoor, Kalifornien
Rossmoor är en ort (CDP) i Orange County, i delstaten Kalifornien, USA. Enligt United States Census Bureau har orten en folkmängd på 10 244 invånare (2010) och en landarea på 4 km².